# القبور الجلمودية (دقة)
القبور الجلمودية هو معلم أثري تونسي مصنف من قبل المعهد الوطني للتراث يقع في ولاية باجة في الشمال الغربي التونسي، تحديدا في دقة تم تصنيف المعلم في يوم 23 ديسمبر 1891.

## مقالات ذات صلة
- قائمة المعالم الأثرية المصنفة في تونس